# HMS Arrogant (1761)
HMS Arrogant (1761) — 74-пушечный линейный корабль 3 ранга Королевского флота, второй корабль, названный Arrogant. Головной корабль одноименного типа. Заказан 13 декабря 1758 года. Спущен на воду 22 января 1761 года на частной верфи Barnard в Харвиче.

## Служба
1762 — капитан Джон Амхерст (англ. John Amherst), с сэром Джорджем Сондерсом (англ. George Saunders) в Средиземном море.
1768 — капитан Джордж Маккензи (англ. George Mackenzie). Брандвахтенный корабль в Плимуте.
1770 — капитан Мэтью Мур (англ. Matthew Moore). Брандвахтенный в Портсмуте.
Американская война за независимость
1782 — капитан С. Корниш (англ. S. Cornish), Северная Америка. Был при островах Всех Святых.
Французские революционные войны
1793 — капитан Дж. Х. Уитшед (англ. J. H. Whitshed).
1795 — апрель, капитан Ричард Лукас (англ. R. Lucas), участвовал в Вторжении в Капскую колонию
1798 — март, капитан Р. Пакенхем (англ. R. Packenham).
1799 — 28 января вражеские корабли появились у Макао, намереваясь захватить ост-индские корабли на рейде. Их силы составляли один 80-пушечный испанский корабль, один 74-пушечный, два 40-пушечных фрегата, плюс французский фрегат и корвет. К счастью, в порту на якоре были Arrogant, HMS Intrepid и HMS Virginie, и противник не выказал склонности к рискованному бою. Обе эскадры были отнесены в море штормом, а когда 31 января британцы вернулись, не было никаких признаков противника.
11 февраля 1799 года из Кантона домой в Англию вышли торговые суда в сопровождении Arrogant, Intrepid и Virginie, а 27-го Arrogant и Virginie отделились и пошли к острову принца Уэльского. Virginie позже вернулась, подобрать конвой на Цейлон.
1799 июнь, капитан Эдвард Оливер Осборн (англ. Edward Oliver Osborne) Ост-Индия.
Весной 1800 года Arrogant был при Батавии вместе с HMS Orpheus.
16 мая они обнаружили большое судно и бриг на якоре и загнали их под берег, где те сели на мель. Противники обменялись несколькими выстрелами, а когда стемнело, с британских кораблей были отправлены шлюпки, чтобы не допустить побега людей на берег. Утром «купец» сдался. Это оказался Hertzoy De Brunswick голландской Ост-Индской компании, капитан Ян Корнелиус Баун (нидерл. Jan Cornelius Baune) с экипажем в 320 человек. Он был вооружен 20 пушками на верхней палубе и 8 на нижней. Лейтенант Блэйни Райс (англ. Blayney Rice) взял на абордаж бриг: Dolphin, 14 пушек и 65 человек, под командованием Яна Вонтийса (нидерл. Jan Vauntyes). Бриг оказался новый, обшитый медью, очень подходящий для службы на мелководье.
24 мая они захватили небольшой бриг с шестью лафетными пушками, вышедший в крейсерство из Семаранга накануне. На следующий день отсутствие ветра не позволило им атаковать другое судно, стоявшее на якоре под берегом. Arrogant был вынужден отдать якорь миль на десять мористее. Ночью лейтенант Блейни Райс со всеми шлюпками пошел к берегу, и после четырехчасовой гребли взял на абордаж и захватил судно, — голландский ост-индский корабль Underneming, вооруженный 6 пушками. Arrogant со своим призом пошел в Чиребон, где 28-го присоединился к Orpheus.
Затем Arrogant перешел в Индию. 4 августа у Мадраса погнался за двумя кораблями, оба под английским флагом. Один, малый фрегат, начал сбрасывать за борт пушки и шлюпки, пытаясь бежать, но когда погонные пушки Arrogant начали его доставать, поднял французский флаг, сделал несколько выстрелов из кормовых пушек и сдался. Это был корсар Uni имевший тридцать 8- и 9-фунтовых орудий, но к моменту захвата на борту остались только четыре пушки и две карронады. Под командованием Жан-Франсуа Ходуля (фр. Jean Francois Hodoul) он вышел с Маврикия 4 мая, с экипажем 250 человек, из которых 134 перешли на призы. Другой корабль был английский Friendship, захваченный корсаром в то утро. Еще один приз, бриг Bee, из Мадраса в Масулипатам, сумел бежать. Ранее Uni взял еще английский приватир Harriot с Мыса и Helen из Бомбея. Вечером 10 августа Arrogant встал на якорь на рейде Мадраса.
1801 — блокшив там же.
1802 — остров Линтин, Китай.
29 марта погрузил отряд 78-го полка и часть Бенгальской европейской артиллерии на корабль Компании HEICS Dover Castle. Когда губернатор поручил вице-адмиралу Реньеру послать экспедицию против пиратов на побережье Гуджарата, он использовал два брига Ост-Индской компании, Ternate и Teignmouth и снабдил их людьми с Arrogant. Вместе с фрегатом HMS Fox они прибыли к пиратскому острову 26 февраля 1803 года и уничтожили большое количество их судов.
19 марта они сделали неразумную попытку штурмовать форт и вынуждены были отступить, потеряв 40 человек из 220 убитыми и ранеными.
Позже Arrogant стоял в Бомбее как брандвахта, затем блокшив.
Перед своим отъездом из Индии в марте 1805 года Реньер назначил на корабль коммандера Добби (англ. Dobbie). Капитан Энтони Мейтленд (англ. Anthony Maitland) был назначен на него в начале 1807 года. Добби, получивший полного капитана в 1806 году, в августе уехал из Индии и прибыл в Портсмут 1 января 1807 года.
1810 — разобран.